# Senna roemeriana
Senna roemeriana là một loài thực vật có hoa trong họ Đậu. Loài này được (Scheele) H.S.Irwin & Barneby miêu tả khoa học đầu tiên.